# Iveco X-Way

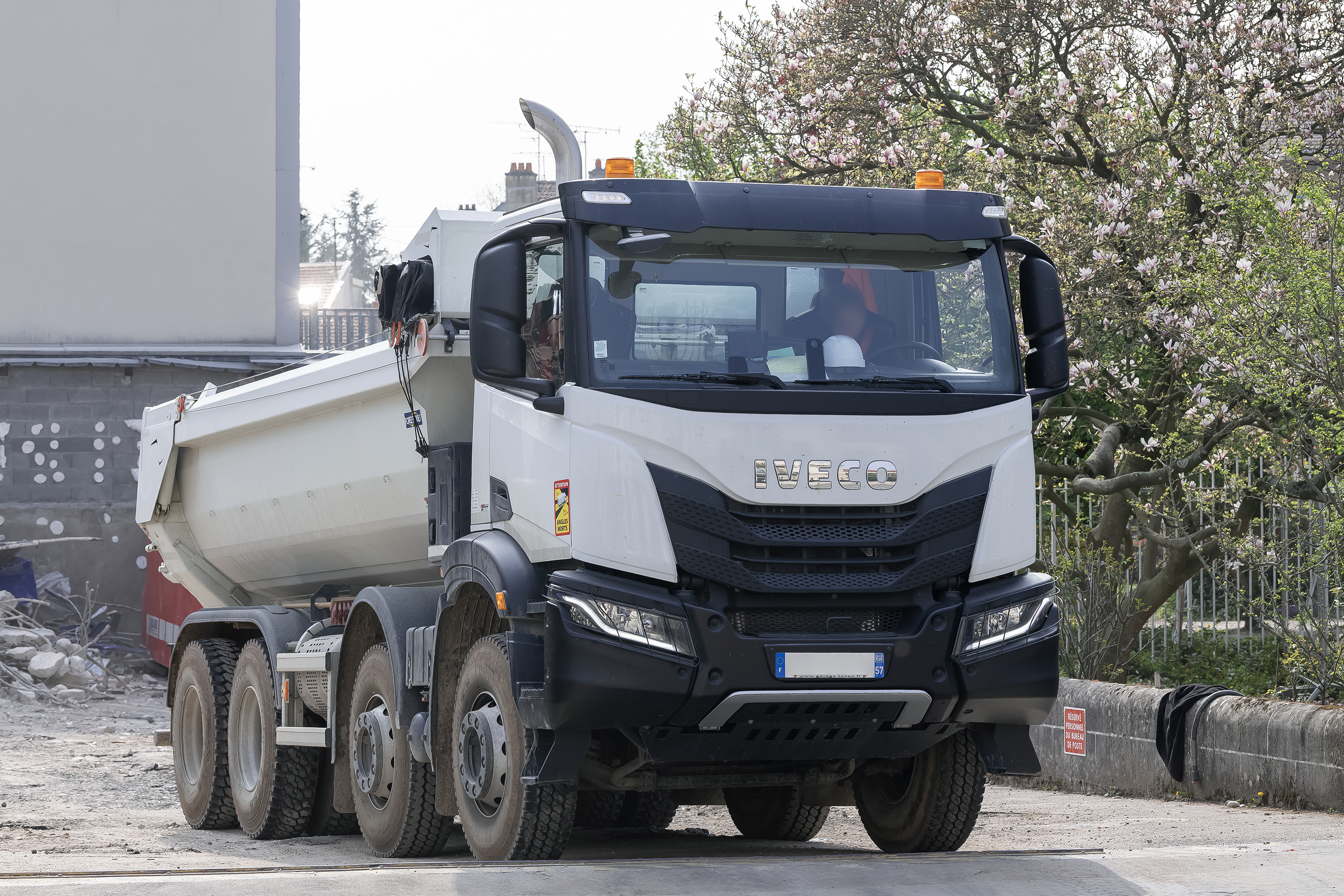
IVECO X-Way 480 chantier 8x4

Ne doit pas être confondu avec Iveco Stralis X-Way.
L'IVECO X-Way est un poids lourd d'approche chantier, fabriqué par le constructeur IVECO depuis 2020, remplaçant du Stralis X-Way lancé en 2017. Pour une utilisation chantier extra lourde « hors route », IVECO commercialise le T-Way. 

## Historique
L'IVECO X-Way remplace le Stralis X-Way, version plus légère du Trakker, « le plus puissant des plus lourds », dans la gamme lourde chantier de la marque italienne. Il est présenté en décembre 2020. C'est un véhicule qui s'intercale entre le nouveau IVECO S-Way, camion porteur ou tracteur idéal pour les longs trajets, et le Trakker, le camion extra lourd, presque un dumper, qui officie dans les carrières et les terrains très difficiles ou en convoi exceptionnel. Le Trakker est remplacé en 2021 par le nouveau T-Way.
Avec le Stralis X-Way, lancé en 2017, IVECO satisfait la demande des transporteurs qui veulent un camion de chantier « polyvalent », d'usage routier et chantier, combinant les technologies avancées, la sécurité et le confort du S-Way avec la robustesse reconnue du Trakker, sans être pénalisés par la charpente très lourde du Trakker, ce qui équivaudrait à un Trakker plus léger. Le X-Way offre la charge utile la plus élevée de sa catégorie, grâce à une masse à vide réduite : 8 800 kg pour la version Super Loader sur le châssis 8x4.
Il bénéficie de la nouvelle cabine du S-Way centrée sur le conducteur avec un haut niveau de connectivité et des performances aérodynamiques améliorées. Il intègre plusieurs nouveautés comme la nouvelle transmission automatisée Hi-Tronix (12 ou 16 rapports) spécialement développée pour les chantiers, de nouveaux freins à disque à l’arrière, un système de suspensions arrière à usage intensif pour les essieux tandem, ainsi qu'une multitude de fonctionnalités comme le système Hi-Traction.
L'IVECO X-Way, comme son prédécesseur le Stralis X-Way, est un véhicule très robuste, capable de porter des charges de plus de 50 tonnes, et tracter jusqu'à 100 tonnes en convoi exceptionnel.
L'IVECO X-Way est décliné en version tracteur ou porteur, il offre la plus grande gamme d’options de transmission du marché : 
- traction partielle sur les 4x2, 6x4 tracteur, diesel ou GNV,
- traction partielle sur les 4x2, 6x2P, 6x4, 8x2x6 et 8x4 porteurs (2+2 & tridem 1+3),

## Motorisations
Le nouveau T-Way est équipé des motorisations Diesel IVECO Cursor Euro VI, de Fiat IVECO Powertrain Technologies avec le système de traitement des gaz d'échappement SCR avec AdBlue mais sans vanne EGR et ses inévitables problèmes. La puissance de ces motorisations de 9 et 13 litres s'échelonne de 340 à 510 ch DIN (250 à 375 kW).
|                        | Cursor 9 Diesel                                                          | Cursor 9 Diesel                                                          | Cursor 9 Diesel                                                          | Cursor 11 Diesel                                                         | Cursor 11 Diesel                                                         | Cursor 11 Diesel                                                         | Cursor 13 Diesel                                                         | Cursor 13 Diesel                                                         | Cursor 13 Diesel                                                         | Cursor 13 GNV (autonomie 1600 km)                                        |
| Architecture           | 6 cylindres en ligne                                                     | 6 cylindres en ligne                                                     | 6 cylindres en ligne                                                     | 6 cylindres en ligne                                                     | 6 cylindres en ligne                                                     | 6 cylindres en ligne                                                     | 6 cylindres en ligne                                                     | 6 cylindres en ligne                                                     | 6 cylindres en ligne                                                     | 6 cylindres en ligne                                                     |
| Alimentation           | Turbocompresseur                                                         | Turbocompresseur                                                         | Turbocompresseur                                                         | Turbocompresseur                                                         | Turbocompresseur                                                         | Turbocompresseur                                                         | Turbocompresseur                                                         | Turbocompresseur                                                         | Turbocompresseur                                                         | Turbocompresseur                                                         |
| Cylindrée (cm3)        | 8 709                                                                    | 8 709                                                                    | 8 709                                                                    | 11 100                                                                   | 11 100                                                                   | 11 100                                                                   | 12 882                                                                   | 12 882                                                                   | 12 882                                                                   | 12 882                                                                   |
| Puissance (ch (kW))    | 340 (251) de 1 710 à 2 200 tr/min                                        | 360 (265) de 1 530 à 2 200 tr/min                                        | 400 (294) de 1 655 à 2 200 tr/min                                        | 420 (309) de 1 475 à 1 900 tr/min                                        | 460 (338) de 1 500 à 1 900 tr/min                                        | 480 (353) de 1 465 à 1 900 tr/min                                        | 490 (357) de 1 700 à 1 900 tr/min                                        | 530 (387) de 1 600 à 1 900 tr/min                                        | 570 (419) de 1 600 à 1 900 tr/min                                        | 460 (338) de 1 620 à 1 900 tr/min                                        |
| Couple maxi (N m)      | 1 400 de 1 100 à 1 710 tr/min                                            | 1 650 de 1 200 à 1 530 tr/min                                            | 1 700 de 1 200 à 1 650 tr/min                                            | 2 000 de 870 à 1 475 tr/min                                              | 2 150 de 925 à 1 500 tr/min                                              | 2 300 de 970 à 1 460 tr/min                                              | 2 400 de 950 à 1 100 tr/min                                              | 2 400 de 950 à 1 500 tr/min                                              | 2 500 de 1 000 à 1 600 tr/min                                            | 2 000 de 1 100 à 1 620 tr/min                                            |
| Transmission           | Propulsion 4x2 - 6x2P - 6x4 - 6x4x4 - 8x2x6 - 8x4(2+2) - 8x4(tridem 1+3) | Propulsion 4x2 - 6x2P - 6x4 - 6x4x4 - 8x2x6 - 8x4(2+2) - 8x4(tridem 1+3) | Propulsion 4x2 - 6x2P - 6x4 - 6x4x4 - 8x2x6 - 8x4(2+2) - 8x4(tridem 1+3) | Propulsion 4x2 - 6x2P - 6x4 - 6x4x4 - 8x2x6 - 8x4(2+2) - 8x4(tridem 1+3) | Propulsion 4x2 - 6x2P - 6x4 - 6x4x4 - 8x2x6 - 8x4(2+2) - 8x4(tridem 1+3) | Propulsion 4x2 - 6x2P - 6x4 - 6x4x4 - 8x2x6 - 8x4(2+2) - 8x4(tridem 1+3) | Propulsion 4x2 - 6x2P - 6x4 - 6x4x4 - 8x2x6 - 8x4(2+2) - 8x4(tridem 1+3) | Propulsion 4x2 - 6x2P - 6x4 - 6x4x4 - 8x2x6 - 8x4(2+2) - 8x4(tridem 1+3) | Propulsion 4x2 - 6x2P - 6x4 - 6x4x4 - 8x2x6 - 8x4(2+2) - 8x4(tridem 1+3) | Propulsion 4x2 - 6x2P - 6x4 - 6x4x4 - 8x2x6 - 8x4(2+2) - 8x4(tridem 1+3) |
| Boîte de vitesses      | Automatique HI-Tronix 12 rapports                                        | Automatique HI-Tronix 12 rapports                                        | Automatique HI-Tronix 12 rapports                                        | Automatique HI-Tronix 12 rapports                                        | Automatique HI-Tronix 12 rapports                                        | Automatique HI-Tronix 12 rapports                                        | Automatique HI-Tronix 12 rapports                                        | Automatique HI-Tronix 12 rapports                                        | Automatique HI-Tronix 12 rapports                                        | Automatique HI-Tronix 12 rapports                                        |
| Norme environnementale | Euro 6D                                                                  | Euro 6D                                                                  | Euro 6D                                                                  | Euro 6D                                                                  | Euro 6D                                                                  | Euro 6D                                                                  | Euro 6D                                                                  | Euro 6D                                                                  | Euro 6D                                                                  | Euro 6D                                                                  |

### Cabines
Comme IVECO le propose sur toute sa gamme, le T-Way peut recevoir trois formats de cabines : 
- AS - cabine longue de 2 250 mm et 2 500 mm de largeur, haute (hauteur totale du sol) 3 800 mm ou normale 3 300 mm, équipée de 1 ou 2 lits,
- AT - cabine moyenne (2 150 mm) et 2 300 mm de largeur, hauteur normale 3 550 mm ou basse 2 900 mm, équipée de 1 ou 2 lits,
- AD - cabine courte (1 700 mm) et 2 300 mm de largeur, basse uniquement 2 900 mm.

IVECO propose 3 configurations de pare-chocs : mixte acier et polycarbonate, polycarbonate ou acier peint. La hauteur du pare-chocs peut varier, selon l'usage du véhicule : 
- ON : très proche du sol avec structure renforcée, l'angle d'attaque est plus faible et la garde au sol réduite, version plutôt destinée aux camions de transport sur route,
- ON+ : position « standard » avec pare-chocs mixte plus résistant, garde au sol plus importante et angle d'attaque plus important, version destinée plutôt à un usage mixte,
- OFF : position haute avec un angle d'attaque élevé (>25°), version plutôt destinée aux camions de chantier.

### Essieux avants et ponts
IVECO laisse le choix entre plusieurs options :
- l'essieu avant selon l'usage final entre 4 modèles pouvant supporter les charges de 7,5 - 8,0 - 8,5 ou 9,0 tonnes,
- le pont arrière : type SR ou HR
  - MS17X-HE - SR-Solo 13 tonnes,
  - MS13-17X - SR-Solo 13 t,
  - MT23-150/D - SR-TM 23 t,
  - 451391/ADB - HR-Solo 13 t,
  - 452146/ADB - HR-TL 21 t,
  - 452191/ADB - HR-TM 23 t.

Tous les freins sont à disques.